# Лента для уплотнения резьбы

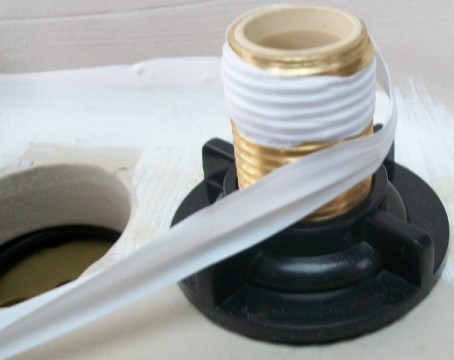
Уплотнительная лента оборачивается вокруг резьбы, смазывая соединение и позволяя двум деталям прикручиваться друг к другу плотнее

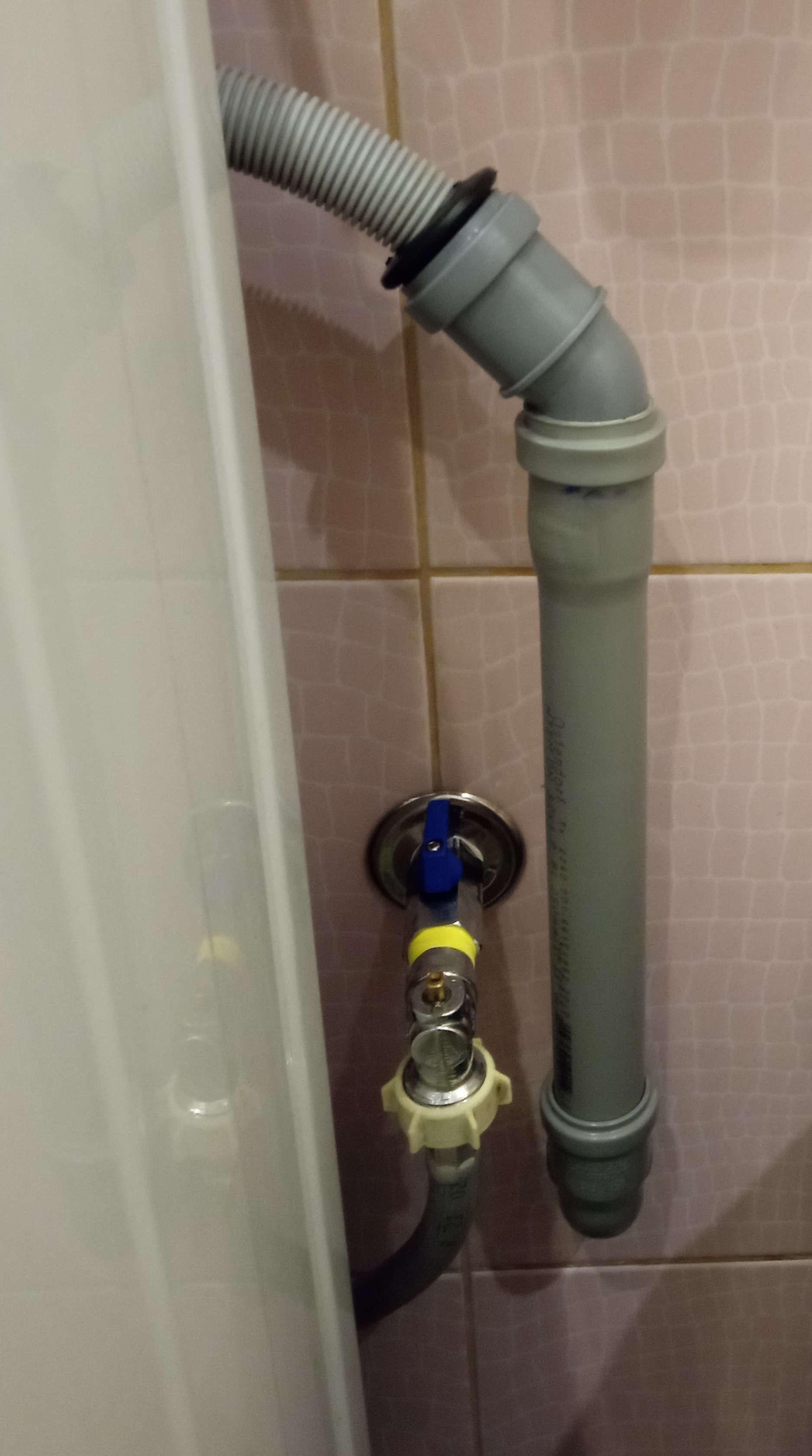
Арматура стиральной машины. Видна уплотнительная лента (жёлтая) на собранном трубном соединении водопровода

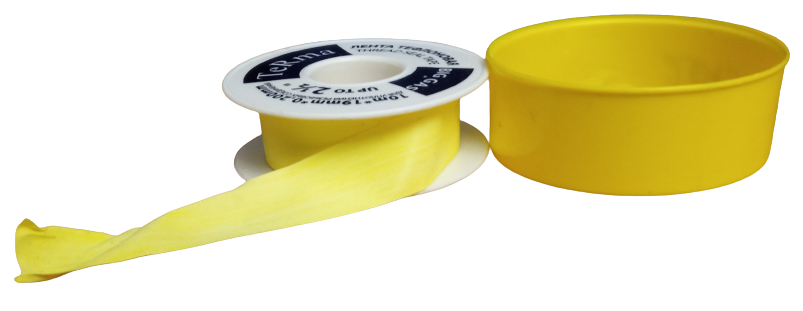
Уплотнительная лента жёлтого цвета для природного газа

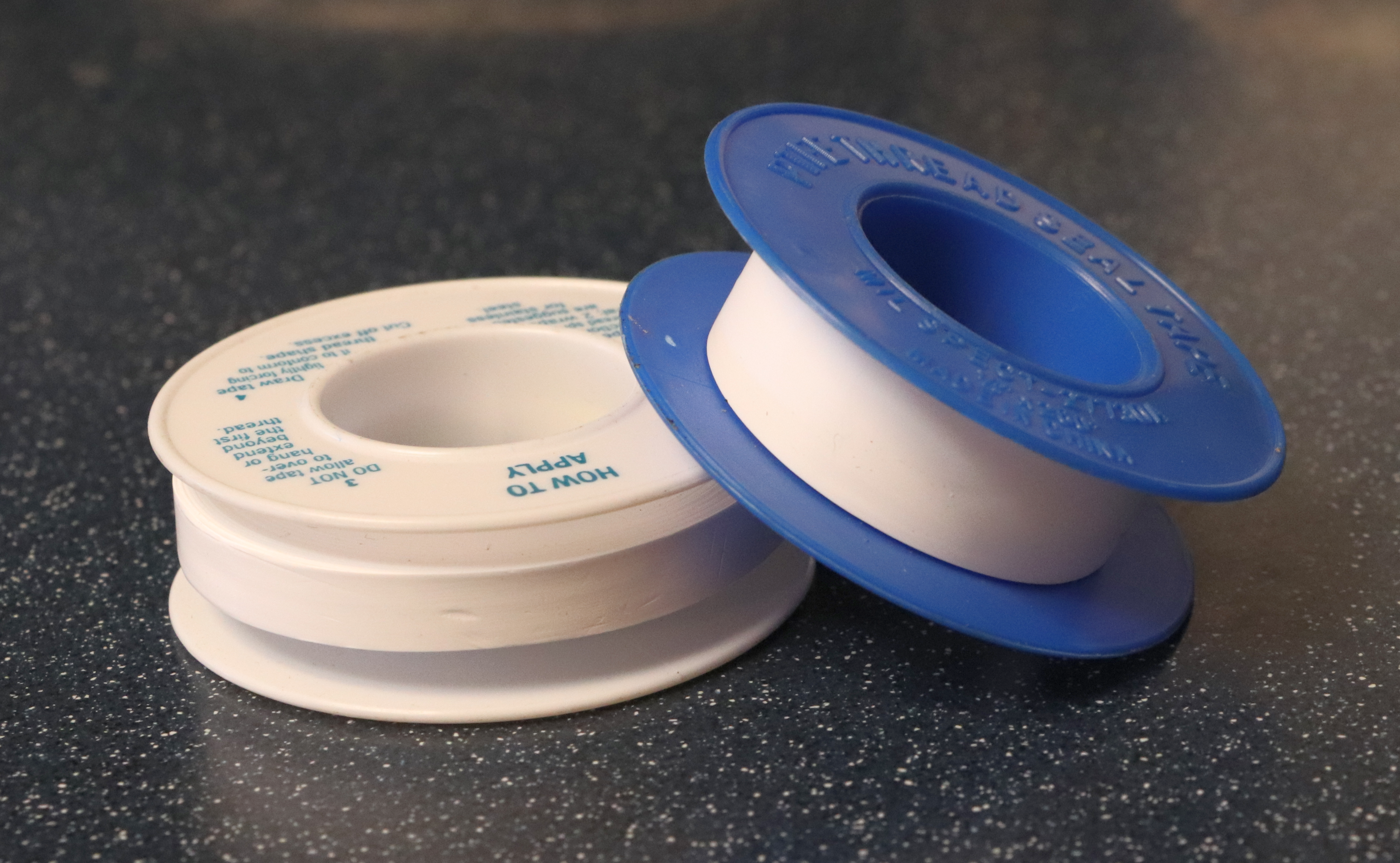
Уплотнительная лента, используемая для фитингов разных размеров

Лента для уплотнения резьбы (англ. Thread seal tape; также: ПТФЭ-лента, тефлоновая лента, уплотнительная лента или сантехническая лента) представляет собой плёночную ленту из политетрафторэтилена (ПТФЭ). Используется в сантехнике для герметизации трубной резьбы. Из-за используемого материала в просторечии часто называется ФУМ-лентой (ФУМ — «фторопластовый уплотнительный материал»).
Лента выпускается определённой ширины и наматывается на катушку, что позволяет легко наматывать её на трубную резьбу. Также она смазывает, обеспечивая более глубокую посадку резьбы, и помогает предотвратить заедание резьбы при отвинчивании; выполняет роль деформируемого наполнителя и смазки для резьбы, помогая герметизировать соединение без затвердевания или затрудняя его затяжку, а вместо этого облегчая затягивание. Она также защищает резьбу обеих деталей от прямого контакта друг с другом и физического износа, а также помогает герметизировать и предотвращать утечки из соединения.
Диапазон рабочих температур: от −268 °C до +260 °C. ПТФЭ полностью стабилен при температуре до +260 °C. Разложение идёт медленно при температуре до 400 °C. Оно будет происходить при контакте с открытым пламенем.

## Типы
В США существует два стандарта для определения качества любой ленты для уплотнения резьбы.
- Стандарт MIL-T-27730A (устаревшая военная спецификация, всё ещё широко используемая в промышленности США) требует минимальной толщины 0,0035 дюйма[3] (89 мкм) и минимальной чистоты ПТФЭ 99 %.

- Стандарт A-A-58092[4] является коммерческим сортом, который соответствует требованиям по толщине MIL-T-27730A и добавляет минимальную плотность 1,2 г/см3. Соответствующие стандарты могут различаться в зависимости от отрасли; лента для газовой арматуры (согласно газовым нормам Великобритании) должна быть толще, чем для воды. Хотя сам ПТФЭ подходит для использования с кислородом под высоким давлением, необходимо также знать, что марка ленты не содержит смазки.

Лента, используемая в сантехнике, обычно бывает белого цвета, но также доступна в различных цветах. Они часто используются для обозначения трубопроводов с цветовой кодировкой (США, Канада, Австралия и Новая Зеландия: жёлтый для природного газа, зелёный — для кислорода и т. д.). Эти цветовые кодировки были введены Биллом Бентли из «Unasco Pty Ltd» в 1970-х годах. В Великобритании ленту используют в цветных катушках, например, жёлтые катушки для газа, зелёные — для кислорода и т. д.
- Белый: используется на трубных резьбах NPT до 3/8 дюйма.
- Жёлтый: используется на трубных резьбах NPT от 1/2 до 2 дюймов, часто обозначается как «газовая лента».
- Розовый: используется на трубных резьбах NPT от 1/2 до 2 дюймов, безопасно для питьевой воды.
- Зелёный: безмасляный ПТФЭ, используемый в кислородных линиях и некоторых специальных медицинских газах.

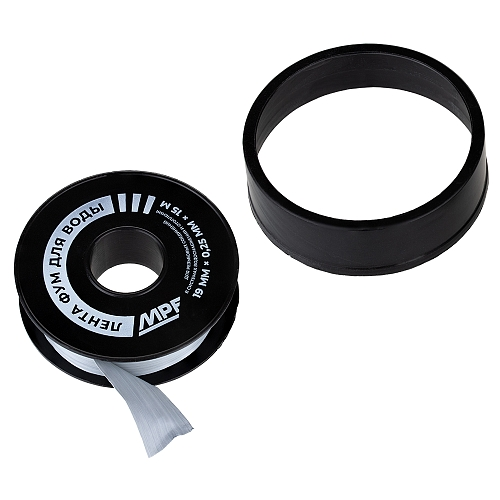
Фум лента серая

- Фум лента сераяСерый: содержит никель, противозадирный и антикоррозийный, используется для нержавеющих труб.
- Медь: содержит гранулы меди и сертифицирована как смазка для резьбы, но не герметик.

В Великобритании стандарт BSI BS-7786:2006 определяет различные сорта и стандарты качества уплотнительной ленты из ПТФЭ.

## Применение
Лента подходит для использования на конической резьбе, где уплотняющая сила является клиновой. Параллельные резьбы не могут быть эффективно запечатаны с лентой или без неё, поскольку они предназначены для герметизации прокладкой.
Лента почти всегда наматывается вручную, хотя имеется, по крайней мере, одна машина для производственной обмотки фитингов. Обычно делается три витка на наружную резьбу в направлении для затяжки (в абсолютном большинстве случаев используется правая резьба). Лента обычно используется в коммерческих целях, включая системы подачи воды под давлением, системы центрального отопления и оборудование для сжатия воздуха.
Лента также используется для растяжки тела во время пирсинга, потому что химически инертна и безопасна для использования. Использующий пирсинг оборачивает слой ленты вокруг украшения, добавляя новый слой каждые несколько дней, таким образом постепенно растягивая пирсинг.

## Опасности
Чрезмерное или неправильное использование ленты может представлять опасность. Чрезмерное наложение ленты может помешать полному зацеплению сопряжённых резьб, уменьшая точку среза резьбы. Комбинирование ленты для уплотнения резьбы с компаундом также может привести к перегрузке резьбы. Кроме того, внутренние выступы рыхлого материала могут сжимать соединение или отслаиваться и образовывать инородное тело, которое может заклинить седло клапана. Поэтому использование ленты в качестве герметика для резьбы считается нецелесообразным в гидравлических системах. Перегрев и последующее разложение тефлона может привести к образованию перфторизобутилена, который в 10 раз токсичнее фосгена. Вдыхание даже незначительного количества этого вещества может привести к смерти.

## Используемые названия
Знакомство с маркой фторполимеров «Teflon» привело к тому, что это название стало нарицательным, а на практике любая уплотнительная лента на основе ПТФЭ именуется «тефлоновой лентой». Компания Chemours (англ.), владелец торговой марки «Teflon», больше не производит уплотнительные ленты и возражает против этого.
Большинство упоминаний «сантехнической ленты» в настоящее время относится к ленте для уплотнения резьбы. Тем не менее, первоначальное использование в сантехнике описывает ленту из материала с отверстиями в ней, используемую для поддержки труб и приспособлений.